# رابرت هانتر (گلف‌باز)
رابرت هانتر (انگلیسی: Robert Hunter; ۲۰ نوامبر ۱۸۸۶ – ۲۸ مارس ۱۹۷۱) گلف‌باز اهل ایالات متحده آمریکا بود.